# 1 Crónicas 3
1 Crónicas 3 es el primer capítulo de los Libros de Crónicas en la Biblia hebrea o el Primer Libro de Crónicas en el Antiguo Testamento de la Biblia cristiana  El libro está compilado a partir de fuentes más antiguas por una persona o grupo desconocido, designado por los eruditos modernos como «el Cronista», y su forma final se estableció a finales del siglo V o IV a. C. Este capítulo contiene la genealogía de la línea davídica ininterrumpida desde la época de David hasta el período postexílico, lo que ofrece la posibilidad de restablecer la monarquía davídica en Jerusalén con su legítimo heredero, si las circunstancias lo permiten. Se divide en tres partes: (1) los hijos de David (nacidos en Hebrón, versículos 1-4; nacidos en Jerusalén, versículos 5-9); (2) los reyes de Jerusalén (aparte de la reina usurpadora Atalía, versículos 10-16); (3) los descendientes durante y después del período de exilio, versículos 17-24. Junto con 1 Crónicas 2 y 4, se centra en los descendientes de Judá: el capítulo 2 trata de las tribus de Judá en general, el capítulo 3 enumera los hijos de David en particular y el capítulo 4 se refiere a las familias restantes de la tribu de Judá y la tribu de Simeón. Estos capítulos pertenecen a la sección que se centra en la lista de genealogías desde Adán hasta las listas de las personas que regresaron del exilio en Babilonia (1 Crónicas 1:1 a 9:34).

## Texto
Este capítulo fue escrito originalmente en el idioma hebreo y está dividido en 24 versículos.

### Testigos textuales
Algunos manuscritos antiguos que contienen el texto de este capítulo en hebreo bíblico son de la tradición del Texto masorético, que incluye el Códice de Alepo (siglo X) y el Códice Leningradensis (1008).
También existe una traducción al griego koiné conocida como la Septuaginta, realizada en los últimos siglos a. C. Entre los manuscritos antiguos existentes de la versión de la Septuaginta se encuentran el Códice Vaticano (B; {\displaystyle \ ara{G}}B; siglo IV) y el Códice Alejandrino (A; {\displaystyle \ ara{G}}A; siglo V).